# Kreuzmoschee
Die Kreuzmoschee (mazedonisch Крст-џамија Krst-džamija; albanisch Kryq-Xhamia) ist eine Moschee in der nordmazedonischen Stadt und im Muftiat Ohrid. Da die Moschee 1466 als Vermächtnis Hadschi Durguts errichtet worden sein soll, wird sie nicht selten Hadschi-Durgut-Moschee genannt (mazedonisch Џамија на Хаџи Дургут Džamija na Hadži Durgut; albanisch Xhamia e Haxhi Durgutit; türkisch Hacı Turgut Camii). Das islamische Gotteshaus ist eines der ältesten der Stadt und steht im Stadtteil Leskajca. Auf der Minarettspitze ist ein angedeutetes Kreuz zu sehen, woher die Moschee ihren Namen hat und worum sich Legenden ranken. Das Gebäude ist vom Staat denkmalgeschützt.

## Geographische Lage
Die Kreuzmoschee steht an der südwestlichen Ecke zwischen den Straßen „7. November“ und „Marko Nestoroski“ in Leskajca, im nordöstlichen Stadtviertel von Ohrid.
Das Gotteshaus befindet sich an der alten Straße von Ohrid nach Bitola.
Die Moschee ist wegen ihres Kreuzes und ihrer Legenden ein beliebtes Fotomotiv des „Balkan-Jerusalems“.

## Architektur

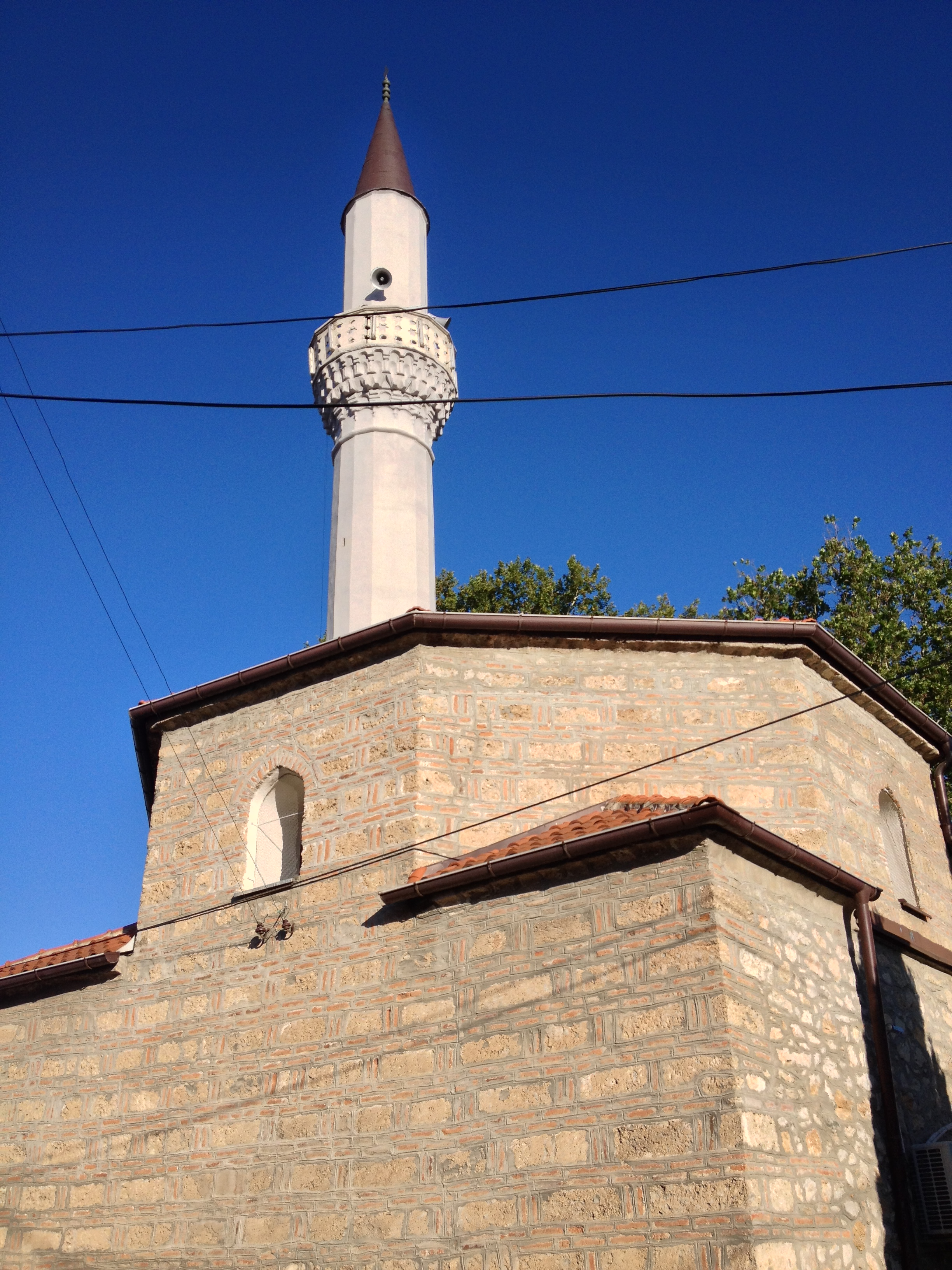
Nähere Ansicht der Moschee von Südosten aus (2014)

Die rund 74 Quadratmeter große Moschee besteht aus einer quadratischen Basis und einem Tambour mit achteckigem Zeltdach darauf. In den Tambour sind vier Spitzbogenfenster eingebaut. An der nordwestlichen Frontseite der Moschee ist ein kleiner zugemauerter Portikus angebaut, der von drei Pyramidendächern überdacht wird.
Das Gebäude ist nach Südosten (Qibla) gerichtet. Das Minarett steht an der westlichen Ecke, ist 20 Meter hoch und besitzt eine Scherefe. Dessen Sockel am Postament besteht aus Marmor.
Die Moschee besteht aus Kalkstein, Kalkmörtel und Ziegeln. Im Inneren herrscht lackierte Holzverkleidung vor.

## Geschichte
Über dem Eingang der Moschee ist zwar eine Tafel mit dem Baujahr 1466 angebracht, doch das genaue Baujahr ist unbekannt. Ein gewisser Hadschi Durgut soll der Auftraggeber gewesen sein. Plantyp und Mauerwerkssystem stammen aus dem 15. Jahrhundert. Gleichwohl hat man an der Stelle der heutigen Moschee Überreste einer christlich-orthodoxen Heiligen Sonntagskirche aus dem 16. Jahrhundert gefunden.
2008 wurde die Moschee von der Islamischen Glaubensgemeinschaft Nordmazedoniens restauriert.

## Legenden um das Kreuz
Die Kreuzmoschee ist wohl das merkwürdigste Gebäude der UNESCO-Stadt. Denn gewöhnlicherweise steht an der Spitze eines Minaretts der Hilal, doch auf dieser Turmspitze ist ein Kreuz montiert, das gleichwohl bloß angedeutet wird, weil es in der Mitte durch einen Kreis geöffnet wird (siehe Foto im nachfolgenden Einzelnachweis).
Grundsätzlich ranken sich die Legenden darum, dass das Kreuz ein Kompromiss war zwischen der christlich-orthodoxen und der islamischen Glaubensgemeinschaft der Stadt, damit das Bauwerk erhalten bleiben konnte.
Eine erste Legende besagt, dass das Gebäude zuerst als Kirche konzipiert gewesen war. Doch da die Osmanen dies nicht zuließen, rangen sie sich zu einem Kompromiss durch und brachten an der Minarettspitze ein Kreuz an.
Nach einer zweiten Legende beabsichtigten die christlich-orthodoxen Gläubigen einen Kirchenbau an dieser Straßen„kreuzung“, aber die osmanischen Regierenden erlaubten es nicht und bauten stattdessen eine Moschee mit Minarett. Doch der Turm fiel immer wieder in sich zusammen, bis ein älterer Städter den Hinweis brachte, dass das Minarett nicht zusammenfallen würde, sobald man ein Kreuz darauf anbrächte. Laut einer anderen Version dieser Legende sollen die Türken das Kreuz danach immer wieder in den See geworfen haben, doch am nächsten Morgen wäre es wieder an seinem angestammten Platz gewesen.
Einer dritten Legende zufolge gab es im letzten Jahrzehnt des 19. Jahrhunderts eine türkische Hochzeit in der Moschee. Danach soll ein nicht näher bekannter Agha aus Freude über das frisch vermählte Ehepaar mit seiner Pistole in den Himmel geschossen und dabei unabsichtlich den Halil getroffen. Danach wären von der Mondsichel und vom Stern nur noch das heutige Symbol übriggeblieben.
Einen Zusammenhang mit der Kreuzmoschee könnte die 100 Meter weiter stehende Türbe eines gewissen Agbaba haben. Jener soll in Ohrid geboren, gelebt und verstorben sein und war wegen seiner Menschlichkeit bekannt, ungeachtet der religiösen oder sprachlichen Herkunft seiner Mitmenschen, weswegen auch heute noch christlich-orthodoxe Mazedonier, muslimische Albaner und muslimische Türken Münzgeld für Gesundheit, Liebe und Glück in seine Türbe werfen.
Historiker und Archäologen können diese Legenden weder bestätigen noch widerlegen, auch gibt es keine Dokumente darüber, wieso die Moschee diesen Namen trägt.